# COVID-19-Pandemie im Königreich der Niederlande

Gemeinden des Landes Niederlande nach bestätigten Infektionen pro 100.000 Einwohner

Die COVID-19-Pandemie im Königreich der Niederlande tritt als regionales Teilgeschehen des weltweiten Ausbruchs der Atemwegserkrankung COVID-19 auf. Sie wurde und wird verursacht durch das 2019 erstmals aufgetretene Virus SARS-CoV-2 aus der Familie der Coronaviren. Die COVID-19-Pandemie hat sich seit Dezember 2019 von China ausgehend weltweit ausgebreitet. Seit dem 11. März 2020 stuft die Weltgesundheitsorganisation (WHO) das Ausbruchsgeschehen als Pandemie ein.
Am 6. Februar 2021 meldete das Rijksinstituut voor Volksgezondheid en Milieu, dass 1.001.826 Menschen positiv auf das Virus getestet wurden. Die Zahl der tatsächlichen bisherigen Infektionen dürfte deutlich höher sein, weil die Testkapazitäten zeitweise nicht ausreichten.
Die Regierung verlängerte am 23. März 2021 die Corona-Beschränkungen um drei Wochen (bis zum 20. April). Am 28. Mai 2021 kündigte Ministerpräsident Mark Rutte das faktische Ende des Lockdowns an: ab 5. Juni konnten – mit deutlichen Auflagen – fast alle Sektoren wieder geöffnet werden. Anfang Juli war ein starker Anstieg der Neuinfektionen zu beobachten, der nach Schätzungen des RIVM zu 60 bis 65 % auf die Delta-Variante zurückzuführen war. Allein bei einem zweitägigen Musikfestival in Utrecht am 3. und 4. Juli steckten sich rund 1.000 von 20.000 Besuchern an. Seit dem 10. Juli 2021 galten verschärfte Regeln. Discos und Nachtclubs mussten wieder schließen; Restaurants durften nur noch bis Mitternacht öffnen.
Ende September 2021 wurden viele Vorschriften gelockert und die 1,5-Meter-Regel wurde abgeschafft. Anschließend stiegen die Infektionszahlen schnell; Anfang November betrug die Inzidenzrate 313. Am 2. November 2021 kündigte Ministerpräsident Rutte verschärfte Maßnahmen an.
Am 19. November 2021 betrug die Sieben-Tage-Inzidenz 734. Deutschland stufte an diesem Tag die Niederlande als Hochrisikogebiet ein. Vom 19. Dezember 2021 bis mindestens zum 14. Januar 2022 gibt es einen landesweiten Lockdown.

## Verlauf
Am 28. Februar 2020 wurde die erste Infektion mit SARS-CoV-2 im Königreich der Niederlande gemeldet – später als in den meisten anderen Ländern in Europa. Betroffen war zunächst vor allem der Süden der Niederlande und dort besonders die Provinz Noord-Brabant. Die Regierung Rutte beschloss Maßnahmen zur Eindämmung, die mit Notverordnungen der veiligheidsregio’s konkretisiert wurden. Der Artikel umfasst auch die Niederländische Karibik (Aruba, Curaçao, Sint Maarten, Bonaire, Sint Eustatius und Saba).
Das Rijksinstituut voor Volksgezondheid en Milieu (RIVM) veröffentlichte im Januar 2020 Protokolle für den Fall, dass COVID-19 auftreten sollte, und überwachte die Empfehlungen der Weltgesundheitsorganisation (WHO) genau.
Eine erste SARS-CoV-2-Welle gab es Mitte März bis Ende April; dann war die Zahl der Neuinfektionen gering. Anfang September begann eine zweite Welle (Höhepunkt Ende Oktober).Am 27. September wurden fast 3000 Neuinfektionen an einem einzigen Tag gemeldet. Ab dem 29. September galten deshalb etwas schärfere Corona-Regeln. In der 41. Kalenderwoche waren es 36.333 Neuinfektionen; Ende Oktober wurden an einem Tag über 10.000 Neuinfektionen registriert. Durch Lockdownmaßnahmen sank diese Zahl im November auf unter 5.000 pro Tag.
Am 13. Oktober 2020 schränkte die Regierung Rutte das öffentliche Leben stark ein, obwohl die Niederlande damals noch kein spezielles Infektionsschutzgesetz hatten. Die Regierung hatte deshalb verfassungsrechtlich keine Handhabe, aus Gründen des öffentlichen Gesundheitsschutzes in Grundrechte ihrer Bürger einzugreifen. Seit dem Beginn der COVID-19-Pandemie in den Niederlanden sind alle Einschränkungen mit Notverordnungen durchgesetzt worden. Verfassungsrechtler äußerten, eine generelle Maskenpflicht könne nicht per Notverordnung durchgesetzt werden, weil das gegen Artikel 10 (Recht auf Wahrung der Privatsphäre) und 11 (Recht auf körperliche Unversehrtheit) der Verfassung verstoßen würde. Am 19. Februar 2021 stimmte die Erste Kammer des Parlaments mit großer Mehrheit für ein Gesetz, das u. a. nächtliche Ausgangssperren ermöglicht. Gegen diese Ausgangssperren gab es zuvor gewalttätige Proteste.
Am 17. Oktober 2020 stufte das deutsche Auswärtige Amt in Zusammenarbeit mit weiteren Ministerien die gesamten Niederlande als Risikogebiet ein.
Anfang Dezember begann eine dritte Welle (18. Dezember: 12.778 Neuinfektionen). Am 15. Dezember 2020 begann in den Niederlanden ein strenger Lockdown.
Am 11. Februar wurden 3173 Neuinfektionen registriert und am 21. April 2021 6826 (was der Verbreitung der ansteckenderen britischen COVID-Variante B.1.1.7 zugeschrieben wird). Am 26. Mai waren es nur noch 2502 (siehe Abschnitt Statistik).
Zum 26. Juni 2021 wurden fast alle Maßnahmen zur Eindämmung der Corona-Pandemie aufgehoben. Als sich im Juli 2021 die Zahl der Neuinfektionen innerhalb einer Woche versiebenfachte, wurden die Lockerungen wieder rückgängig gemacht: Clubs und Discos müssen seit dem 10. Juli geschlossen bleiben, Gastronomiebetriebe müssen um Mitternacht schließen und Livekonzerte in Gaststätten sind verboten. In der Disco Aspen Valley in Enschede hatten sich zuvor an einem Abend über 150 Besucher mit Corona infiziert. Auf dem Verknipt-Festival in Utrecht am 3. und 4. Juli infizierten sich fast 1000 (Tendenz steigend) der 20.000 Teilnehmer.
Das niederländische Parlament unterbrach seine gerade erst begonnene Sommerpause und kam wegen der starken Zunahme von Infektionen am 14. Juli zu einer Sondersitzung zusammen.
Die Siebentagsinzidenz betrug am 13. Juli 2021 rund 270 (zum Vergleich: in Deutschland 6,5).

### Seit November 2021
Am 2. November 2021 kündigte Mark Rutte die Wiedereinführung der Maskenpflicht für alle öffentlich zugänglichen Orte wie Geschäfte oder Friseure an. Am 11. November 2021 wurde in den Niederlanden mit mehr als 16300 Fällen in 24 Stunden ein neuer Rekord bei den Corona-Neuinfektionen gemeldet. Daraufhin wurde ein neuer Teil-Lockdown verhängt.  Ab dem 13. November 2021 mussten Bars, Restaurants und Geschäfte für mindestens drei Wochen um 20 Uhr schließen und Sport fand nur noch ohne Publikum statt. Geschäfte, die nicht für den täglichen Bedarf sorgen, mussten um 18 Uhr schließen. Größere Veranstaltungen mussten abgesagt werden. Dass bei Sportveranstaltungen bis mindestens zum 4. Dezember 2021 keine Zuschauer zugelassen wurden, wurde vom niederländischen Fußballverband KNVB sowie vom Trainer der niederländischen Fußballnationalmannschaft Louis van Gaal kritisiert und warf Mark Rutte einen Mangel an „Führungsqualitäten“ vor. Am 23. November 2021 wurde der Mindestabstand von 1,5 Metern, der im September 2021 abgeschafft worden war, wieder verpflichtend gemacht.
Seit Ende 2021 war die Omikron-Variante dominant; die Sieben-Tage-Inzidenz lag zu Anfang 2022 bei 639 (plus Dunkelziffer).

### Omikronvariante (2021/2022/2023)
Nach Auftreten der Omikronvariante steigen die Infektionsraten stark an, aber die Belegungsraten der Intensivstationen und Krankenhäuser gingen bis Ende Januar 2022 weiter zurück. Die Infektionsraten waren vor allem bei jüngeren Menschen hoch. Die Spitze der positiven Infektionsmeldungen war am 31. Januar 2022. Die Ansteckungszeit ist bei der Omikron-Variante kürzer. Dadurch ist die Krankenhausinanspruchnahme geringer, als es aufgrund der Anzahl der Ansteckungen zu erwarten wäre. Darüber hinaus ist die Omikron-Variante weniger pathogen. Personen, die zuvor eine Covid-19-Abwehr entwickelt haben (Impfung und/oder Infektion), werden seltener ins Krankenhaus eingeliefert. Dies gilt umso mehr für die Intensivstation. Die Belegung der Intensivstationen geht trotz hoher Infektionsraten weiter zurück. Von 624 Patienten auf der Intensivstation (mit Delta-Variante) am 12. Dezember 2021 auf 172 Patienten auf der Intensivstation (Omikron) am 12. Februar 2022.

## Prävention und Maßnahmen

### 2020
Am 2. Februar 2020 wurden 15 Niederländer aus der chinesischen Stadt Wuhan in die Niederlande evakuiert. Keiner von ihnen war infiziert.
Am 27. Februar 2020 wurde bekannt gegeben, dass COVID-19 als A-Krankheit klassifiziert wurde und somit der Verdacht einer Infektion meldepflichtig wurde.
Die Reichsregierung unter Ministerpräsident Mark Rutte beschloss am 12. März Maßnahmen zur Eindämmung der Pandemie. So wurden Treffen mit mehr als 100 Personen im ganzen Land abgesagt. Das gelte auch für Museen, Konzertsäle, Sportveranstaltungen usw. Die Maßnahmen galten zunächst bis Ende März, einschließlich für Noord-Brabant. Am 15. März 2020 folgten weitere Maßnahmen. Die früheren Maßnahmen werden bis zum 6. April verlängert. Wieder verschärft wurden die Maßnahmen am 23. März. Für Veranstaltungen dauerte das Verbot bis zum 1. Juni. Am 26. März folgte eine Konkretisierung der Regeln durch die Veiligheidsregios. Am 31. März wurden alle Maßnahmen bis zum 28. April verlängert.
Am 14. Oktober trat eine Massenquarantäne in Kraft, deren Wirkung nach zwei Wochen überprüft werde: Bars und Restaurants wurden erneut geschlossen. Öffentliche Verkehrsmittel durften nur noch für notwendige Fahrten genutzt werden. Versammlungen von mehr als 30 Menschen wurden verboten. In geschlossenen Räumen wurde eine Maskenpflicht für alle ab 13 Jahren eingeführt.

#### Gesundheitswesen und Hygiene
Am 9. März 2020 rief die Website der Regierung, Rijksoverheid.nl, die Menschen dazu auf, auf das Händeschütteln zu verzichten und sich die Hände gut zu waschen. Niesen und Husten soll man in die Armbeuge. Außerdem soll man Papiertaschentücher verwenden. Die Menschen sollen zuhause bleiben, wenn sie Erkältungsbeschwerden oder Fieber (ab 38 Grad) haben. Das gilt auch für diejenigen, die Kontakt mit einem an COVID-19 erkrankten Patienten hatten oder ein Gebiet mit vielen Patienten besucht haben.
Die Reichsregierung beschloss am 12. März in ihren Maßnahmen zur Eindämmung der Pandemie unter anderem:
- Alle Menschen sollen zuhause bleiben, wenn sie Beschwerden haben (Schnupfen, Husten, Halsschmerzen oder Fieber), und soziale Kontakte vermeiden. Den Hausarzt soll man erst anrufen, wenn die Beschwerden schlimmer werden.
- Man soll, soweit möglich, zuhause arbeiten. Personal im Gesundheitswesen und anderen lebenswichtigen Bereichen soll erst zuhause bleiben, wenn einschlägige Beschwerden auftreten. Sie sollen nicht ins Ausland reisen.
- Gefährdete Personen sollen große Gruppen und die öffentlichen Verkehrsmittel vermeiden. Solche Personen sollen nicht mehr besucht werden.[39] Am 15. März 2020 folgte, dass jeder in den Niederlanden, wo möglich, anderthalb Meter Abstand voneinander wahren soll.[40]

Die niederländische Regierung hat bisher (30. Juli) keine allgemeine Masken-Pflicht eingeführt, gestattet aber regionale Gebote. Nur in öffentlichen Verkehrsmitteln (auch in Fähren) muss eine Gesichtsmaske getragen werden.
Amsterdam und Rotterdam führten wegen gestiegener Infektionszahlen als erste niederländische Städte zum 5. August 2020 eine Maskenpflicht für besonders belebte Plätze, Straßen und Geschäfte ein. Diese wurde inzwischen jedoch wieder abgeschafft, da keine messbaren Effekte auf das Verhalten von Menschen festgestellt werden konnten.

#### Kinderbetreuung, Schulen und Hochschulen
Die Reichsregierung beschloss am 12. März, dass Schulen und Kindertagesstätten offen bleiben. Dort gebe es wenige Infektionen, und dieses Umfeld sei wenig international. Kinder und Jugendliche hätten auch nicht das höchste Risiko. Außerdem gäbe es ein gesellschaftliches Problem, wenn die Eltern aus lebenswichtigen Berufen zuhause bleiben müssten, um ihre Kinder zu betreuen. Schulen und Hochschulen sollen Online-Unterricht anbieten.
Allerdings beschloss die Regierung am 15. März dennoch, dass die Kindertagesstätten, Grundschulen, weiterführenden Schulen und Berufsschulen schließen: von Montag, 16. März, bis Montag, 6. April. Die Regierung begründete dies damit, dass die Bevölkerung diese Maßnahme fordere. Die Lehrkräfte organisieren einen onderwijs op afstand (Abstandsunterricht). Schüler, die vor den Abschlussprüfungen stehen, sollen bevorzugt betreut werden. Für Eltern, die lebenswichtige Berufe ausüben, soll es eine Notbetreuung in den Gebäuden geben. Am 20. März hieß es, dass die Eltern den Eigenbeitrag für Kinderbetreuung weiterhin bezahlen sollen. Dadurch werde es den Anbietern ermöglicht, die Notbetreuung zu organisieren. Die Eltern sollen für nicht erhaltene Leistungen später entschädigt werden.
Schüler, die keinen eigenen Computer oder kein Tablet haben, sollen dies zur Verfügung gestellt bekommen. Dafür hat die Regierung 2,5 Millionen Euro bereitgestellt. Die Gemeinden sollen sich ferner um Schüler kümmern, die sich in einer onveilige thuissituatie befinden (kein sicheres Zuhause haben). Für diese Schüler ist Unterricht zuhause keine Option. Die Gemeinden sollen zusammen u. a. mit Betreuungsanbietern oder Bibliotheken Lösungen finden.

#### Gastronomie, Kultureinrichtungen, Sport
Im Regierungsbeschluss vom 12. März hieß es: Treffen mit mehr als 100 Personen werden bis zum 31. März im ganzen Land abgesagt. Das gilt auch für Museen, Konzertsäle, Sportveranstaltungen usw. Am 15. März 2020 wurde beschlossen: Alle eet- en drinkgelegenheden (Lokale, um etwas zu essen oder zu trinken) schließen ab 15. März, 18 Uhr, bis zum 6. April. (Zusatz am 16. März: Es soll möglich bleiben, Essen zu liefern bzw. abzuholen. Es soll aber nicht im Lokal gegessen werden.) Auch Sportclubs, Fitnessclubs, Saunen, Sexclubs und Coffeeshops schließen in dieser Zeitspanne. Die früheren Maßnahmen sollen ebenfalls bis zum 6. April gelten. 
Es entstanden neue Lösungen, beispielsweise richtete das Café in der Waag in Amsterdam im Mai 2020 ein „Bike Through“ ein. Auf einem Fahrradweg konnten die Gäste das Gebäude durchqueren und die Bestellungen im Fahren entgegennehmen.

#### Wirtschaft und Unternehmen
Die niederländische Regierung verkündete am 15. März 2020: Für Unternehmer in Not solle es Maßnahmen geben. Unter anderem sollen sie später ihre Steuern zahlen dürfen. Hilfen solle es auch für die niederländischen Gebiete in der Karibik geben. Diese kleinen Gemeinden, so die Regierung, seien besonders stark vom Tourismus abhängig.
Ende März 2020 war der stark vom Export abhängige niederländische Blumenhandel weitgehend zusammengebrochen. Zwar konnten in den Niederlanden noch im Freien Blumen verkauft und gekauft werden. Die Nachfrage aus dem Ausland war aber sehr gering. Bei Royal Flora Holland, einem der weltweit größten Handelsplätze für Pflanzen und Blumen, konnten Züchter nur noch rund 25 Prozent ihrer Ware zur täglichen Versteigerung anbieten. Der Verkauf von Blumen an ausländische Touristen im Inland ging zurück, weil diese in ihrem Heimatland blieben. Der weitgehende Stillstand des sozialen Lebens in anderen europäischen Staaten beeinträchtigte die Nachfrage nach Schnittblumen aus Holland. Die niederländische Regierung ordnete am 23. März 2020 an, dass der Keukenhof-Park während der gesamten Saison 2020 geschlossen bleibt.
Am 26. April 2020 bestätigte das niederländische Agrarministerium SARS-CoV-2-Infektionen auf zwei Nerzfarmen bei dort gehaltenen Tieren. Als Vorsichtsmaßnahme wurden daraufhin rund fünfhunderttausend Nerze getötet. Am 23. Juni 2020 beschloss das niederländische Parlament die endgültige Schließung der Pelztierfarmen. Diese war ohnehin für Ende 2023 geplant.

#### Reisebeschränkungen
Am 18. März 2020 setzte die Reichsregierung den EU-Beschluss um, dass Drittstaatler nur noch begrenzt in die EU reisen dürfen. Die Regelung gilt nicht für EU-Bürger (sowie Bürger Großbritanniens, der Schweiz und einige anderer Länder) bzw. ihre Familienangehörigen. Ausgenommen sind allgemein auch Mitarbeiter im Gesundheitswesen und des Grenzregimes, Diplomaten, Soldaten, Mitarbeiter von Hilfsorganisationen, Transitreisende, Schutzbedürftige und Menschen, die aus humanitären Gründen in die Niederlande reisen dürfen. Die Regelung gilt für 30 Tage.
Ab dem 30. März waren touristische Übernachtungen in der Küstenprovinz Zeeland verboten.

### 2021/2022
Im November 2021 verkündete die niederländische Regierung, dass zu Veranstaltungen, Cafés und Restaurants nur noch Geimpfte und Genesene Eintritt erhielten.
 Am 18. Dezember wurde in den Niederlanden wegen der raschen Verbreitung der Omikron-Variante ein harter Lockdown verkündet, der am 19. Dezember beginnen sollte. Schließen mussten fast alle Läden, Kultur- sowie Sporteinrichtungen, Gaststätten und Friseure. Ausgenommen waren nur die für die Versorgung wichtigen Geschäfte wie z. B. Supermärkte und Apotheken. Ab dem 20. Dezember mussten auch alle Schulen schließen. Am 15. Januar 2022 wurde der harte Lockdown beendet und teilweise Lockerungen beschlossen. Hochschulen und Geschäfte durften wieder öffnen. Kinos, Museen und Gaststätten mussten jedoch zunächst weiterhin geschlossen bleiben. Im Februar wurden auch Gaststätten wieder geöffnet, am 23. März 2022 wurde der Wegfall der Maskenpflicht verkündet.
Im Sommer 2022 waren aufgrund niedriger Inzidenzen viele Regeln wie der 3G-Nachweis aufgehoben worden.

### 2023
Am 10. März 2023 teilte der niederländische Gesundheitsminister Ernst Kuipers mit, dass ab sofort sämtliche Regelungen zur Eindämmung der Pandemie wegfielen. COVID-19 werde ab sofort wie eine gewöhnliche Atemwegsinfektion behandelt.

### Europäische Niederlande (ohne Karibische Niederlande)

Bestätigte Infizierte in den Niederlanden (ohne Karibische Niederlande) nach Daten der WHO; oben kumuliert, unten Tageswerte

Bestätigte Todesfälle nach Daten der WHO; oben kumuliert, unten Tageswerte

## Statistik

### Länder und besondere Gemeinden in der Karibik
Die Zahlen für die autonomen Länder Aruba, Curaçao und Sint Maarten sowie für die besonderen Gemeinden Bonaire, Saba und Sint Eustatius (Karibische Niederlande) innerhalb des Königreiches der Niederlande sind in den oben genannten Zahlen für das Land Niederlande noch nicht enthalten, sondern werden in den WHO-Berichten separat aufgeführt.
| Außengebiet                          | Infektionen* | Infektionen | Todesfälle* | Todesfälle |
| ------------------------------------ | ------------ | ----------- | ----------- | ---------- |
| Aruba                                | 5883         |             | 50          |            |
| Curaçao                              | 4405         |             | 18          |            |
| Sint Maarten                         | 1531         |             | 27          |            |
| Bonaire                              | 0254         |             | 03          |            |
| COVID-19-Pandemie auf Sint Eustatius | 0019         |             | 0           |            |
| Saba                                 | 0005         |             | 0           |            |
| Summe                                | 12097        |             | 98          |            |

*Stand: WHO-Wochen-Bericht vom 12. Januar 2021

## Kritik
Nachdem die Maßnahmen am 12. März 2020 auf nationale Ebene ausgeweitet wurden, wurde die Regierung von der Opposition und vielen Bürgern stark kritisiert, da unter anderem, im Gegensatz zu den Nachbarländern, die Schulen weiterhin geöffnet bleiben sollen. Es war auch zu hören, dass die niederländische Regierung in Bezug auf ihre Maßnahmen im Vergleich zu anderen Ländern zu spät und zu zurückhaltend sei.
Am 16. März 2020 erklärte Premierminister Rutte in einer Fernsehansprache unter anderem:

“De realiteit is, dat het coronavirus onder ons is en voorlopig ook onder ons zal blijven. […] Wie het virus heeft gehad, is daarna meestal immuun. Net als vroeger met de mazelen. Hoe groter de groep die immuun is, hoe kleiner de kans voor het virus om over te springen op kwetsbare ouderen en mensen met een zwakke gezondheid. Met groepsimmuniteit bouw je als het ware een beschermende muur om hen heen. Dat is het principe. Maar we moeten ons wel realiseren dat het maanden of zelfs langer kan duren om groepsimmuniteit op te bouwen en in die tijd moeten we mensen die een groter risico lopen zoveel mogelijk afschermen. Alles overziend, zijn er 3 mogelijke scenario’s.
Het 1e scenario is: het virus maximaal controleren. Dat leidt tot een beheerste verspreiding, onder groepen die het minste risico lopen. Dat is het scenario van onze keuze. Maximaal controleren betekent dat we proberen met maatregelen de piek in het aantal besmettingen af te vlakken en uit te smeren over een langere periode. Met deze aanpak waarin de meeste mensen alleen lichte klachten zullen krijgen, bouwen we immuniteit op en zorgen we dat de zorg het aankan. […]
Het 2e scenario is dat we het virus onbeheerst zijn gang laten gaan. Daarmee zou ons zorgsysteem in de piek van de besmetting volkomen overvraagd worden […].
Het 3e scenario is dat we eindeloos proberen het virus tegen te houden. Dat betekent dat het land helemaal op slot gaat. Zo’n rigoureuze aanpak kan op het oog aantrekkelijk lijken, maar deskundigen wijzen erop dat het bepaald geen kwestie van dagen of weken zou zijn. In dat scenario zouden we ons land feitelijk een jaar of zelfs langer moeten platleggen, met alle gevolgen van dien. En als het praktisch al zou kunnen – om mensen zo lang alleen met toestemming hun huis uit te laten komen – dan nog kan het virus meteen weer de kop opsteken als de maatregelen worden ingetrokken.”

„Es ist Tatsache, dass das Corona-Virus unter uns ist und vorläufig auch noch lange unter uns bleiben wird. […] Wer das Virus gehabt hat, ist danach meistens immun. Wie früher bei den Masern. Je größer die Gruppe ist, die immun ist, desto kleiner ist die Chance für das Virus, um auf gefährdete Ältere und Menschen mit einer schwachen Gesundheit überzuspringen. Mit der Gruppenimmununität baut man sozusagen eine beschützende Mauer um sie. Das ist das Prinzip. Doch wir müssen uns auch klarmachen, dass es Monate oder sogar länger dauern kann, um Gruppenimmunität aufzubauen und in dieser Zeit müssen wir Menschen, die ein erhöhtes Risiko haben, so gut wie möglich abschirmen. Insgesamt gibt es drei mögliche Szenarien.
Das erste Szenario ist: das Virus maximal kontrollieren. Das führt zu einer kontrollierten Verbreitung, unter Gruppen, die das geringste Risiko haben. Das ist das Szenario unserer Wahl. Maximal kontrollieren heißt, dass wir probieren, durch Maßnahmen den Scheitelpunkt in der Anzahl der Ansteckungen flacher zu halten und über eine längere Periode zu strecken. Mit diesem Ansatz, bei dem die meisten Menschen nur geringe Beschwerden erleiden werden, bauen wir Immunität auf und sorgen dafür, dass das Gesundheitswesen es verkraftet.
Das zweite Szenario bedeutet, dass wir das Virus unkontrolliert seinen Gang gehen lassen. Dadurch würde unser Gesundheitssystem am Scheitelpunkt der Ansteckungen vollkommen überbeansprucht werden […].
Das dritte Szenario ist, dass wir ohne Ende versuchen, das Virus abzuwehren. Das bedeutet, dass das Land in Gänze abgeschlossen wird. So ein rigoroses Vorgehen mag augenscheinlich attraktiv aussehen, doch Experten weisen darauf hin, dass dies bestimmt keine Sache von Tagen oder Wochen wäre. In diesem Szenario würden wir unser Land tatsächlich ein Jahr oder sogar länger lahmlegen müssen, mit allen entsprechenden Folgen. […] Und selbst wenn es praktisch möglich wäre […] dann kann das Virus sofort wieder auftauchen, wenn die Maßnahmen zurückgenommen werden.“

In den Niederlanden, aber auch in internationalen Medien wurde daraufhin berichtet, dass die Regierung ein Konzept der Herden- oder Gruppenimmunität verfolge. Das Konzept einer „kontrollierten“ Infektion großer Bevölkerungsgruppen wurde von einigen Epidemiologen und Gesundheitsexperten als „riskant“ kritisiert. Dieses Konzept nehme implizit in Kauf, dass bei der schnellen Virus-Ausbreitung Menschen sterben würden.
Am 19. März gab es in der Zweiten Kammer (der wichtigeren Parlamentskammer) eine Debatte über die Regierungspolitik. Die rechtspopulistischen Parteien PVV und FvD verlangten von der Regierung eine weitgehende Ausgangssperre und Reduzierung der öffentlichen Aktivitäten (Massenquarantäne), um räumliche Distanzierung noch weiter durchzusetzen. Die übrigen Parteien hingegen begrüßten die Linie der Regierung. Ein vollständiger lockdown sei verkehrt, so Ministerpräsident Mark Rutte. Die Herdenimmunität sei nicht das Ziel, sondern „ein Nebeneffekt“ der Regierungsstrategie. Es sei sicher nicht das Regierungsziel, dass möglichst viele Personen infiziert würden.
Rob de Wijk, Professor für internationale Beziehungen und Sicherheit, kritisierte im März die Rechtspopulisten. Während die meisten Politiker Einheit ausstrahlten und versuchten, Panik zu vermeiden, sorgten Geert Wilders und Thierry Baudet für das Gegenteil. Beide würden den Begriff der „Herdenimmunität“ so verwenden, als ob die Regierung die gesamte Bevölkerung kontrolliert krank werden lassen wolle. Diese Behauptung habe der Chef des RIVM aber dementiert. Wilders und Baudet seien nicht an Tatsachen, sondern an ihrer eigenen Story interessiert.
Ein niederländischer Mediziner äußerte die These, in Dänemark sei Covid-19 erfolgreicher eingedämmt worden, weil sich der Einzelne intensiver als Teil einer Gruppe verstehe (Mentalität: „Du musst dafür sorgen, dass die Gesellschaft gut funktioniert.“) In den Niederlanden fehle dieses „kollektive Bewusstsein“. Gefasste Beschlüsse würden nicht allgemein akzeptiert.
Die Kritik an den Maßnahmen zur Eindämmung der Pandemie setzte sich auch nach 2020 fort. Im Januar 2022 kritisierte die niederländische Kulturbranche die seinerzeit beschlossenen Lockerungen, bei denen sie sich benachteiligt fühlte. Friseursalons und Fitnessstudios durften zu diesem Zeitpunkt wieder öffnen, während Museen, Theater und andere Kultureinrichtungen weiter geschlossen blieben.

## Proteste
In den Niederlanden wurden im April 2020 5G-Sendemasten durch Brandstiftung beschädigt. Zuvor waren verschiedene Verschwörungstheorien verbreitet worden, die 5G-Sendemasten in einen Zusammenhang mit dem Coronavirus stellten (siehe Falschinformationen zur COVID-19-Pandemie #5G-Strahlung).
Die Regierung (Kabinett Rutte III) verhängte im Januar 2021 eine Ausgangssperre ab 21 Uhr zur Eindämmung der Coronavirus-Krise. Corona-Leugner, Fußball-Hooligans, Neonazis und Randalierer nahmen dies zum Anlass für gewaltsame Krawalle in etwa zehn Städten der Niederlande. Sie legten Feuer, plünderten Geschäfte, warfen Steine und zerstörten Autos. Nach Angaben der Polizei wurden 184 Personen festgenommen, die meisten davon in Rotterdam. Der Rotterdamer Bürgermeister Ahmed Aboutaleb erließ ein Notstandsdekret. In Haarlem wurde ein Pressefotograf von einem Ziegelstein am Kopf verletzt, in Noord-Brabant versuchten Randalierer laut Medienberichten, in Krankenhäuser einzudringen.
Als die Regierung im November 2021 verkündete, dass zu Veranstaltungen, Cafés und Restaurants nur noch Geimpfte und Genesene Eintritt erhielten, kam es zu Ausschreitungen und Verletzten in Rotterdam. Die Ausschreitungen weiteten sich auch auf andere Städte, zum Beispiel Amsterdam und Den Haag aus, teilweise wurden dabei auch Rettungskräfte angegriffen.